# Clidemia angustilamina
Clidemia angustilamina är en tvåhjärtbladig växtart som beskrevs av Walter Stephen Judd och James Dan Skean. Clidemia angustilamina ingår i släktet Clidemia och familjen Melastomataceae. Inga underarter finns listade i Catalogue of Life.